# Rosa smoljanensis
Rosa smoljanensis es una especie de planta del género Rosa, de la familia Rosaceae.

## Taxonomía
Rosa smoljanensis fue descrita por Popova en 1983.

## Distribución
Se encuentra en el territorio de Bulgaria.